# Czasopismo naukowe

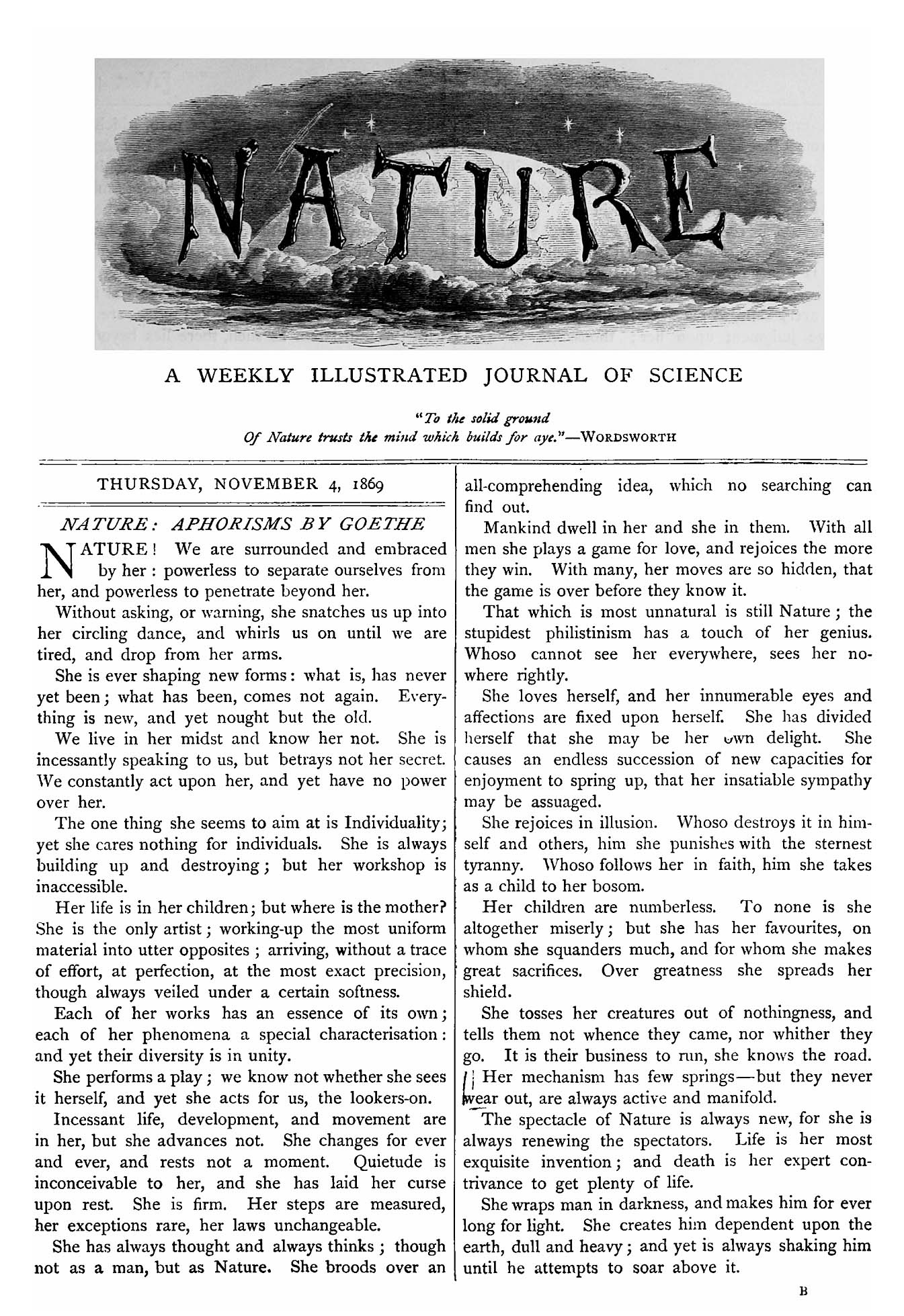
Okładka pierwszego numeru czasopisma naukowego „Nature” (4 listopada 1869)

Czasopismo naukowe – rodzaj czasopisma, w którym są drukowane publikacje naukowe podlegające recenzji naukowej. Szacuje się, że na świecie jest wydawanych ponad 54 tys. czasopism naukowych, w których pojawia się ponad milion artykułów rocznie.
W 1665 ukazały się dwa pierwsze czasopisma naukowe wydawane w Europie: „Journal des Savants”, francuski periodyk dotyczący literatury (pierwszy redaktor: Denis de Sallo), i „Philosophical Transactions of the Royal Society”, angielski periodyk naukowy (pierwszy redaktor: Henry Oldenburg).

## Zasady działania
Czasopismo naukowe różni się od zwykłego czasopisma m.in. tym, że publikowane w nim artykuły podlegają recenzji naukowej. Czasopismo naukowe posiada także zwykle ściśle zdefiniowany zakres tematyczny i publikuje artykuły wyłącznie z tego zakresu. Wyjątkiem są czasopisma ogólne takie jak Science czy Nature, które publikują artykuły opisujące, zdaniem ich rad redakcyjnych, najważniejsze dokonania naukowe ze wszystkich nauk przyrodniczych.
Czasopisma naukowe posiadają zwykle radę redakcyjną, w skład której wchodzą naukowcy zajmujący się dziedziną, na temat której czasopismo drukuje artykuły. Członkowie rady redakcyjnej nazywani są „edytorami” lub redaktorami naukowymi, a do ich obowiązków należy nadzorowanie procesu, recenzowania oraz ostateczna decyzja o przyjęciu do druku lub odrzuceniu nadsyłanych publikacji.
Członkowie rad redakcyjnych dobierani są według różnych kryteriów. W czasopismach wydawanych przez prywatne spółki wydawnicze ostateczna decyzja o składzie rady należy do właściciela spółki. W czasopismach wydawanych przez towarzystwa naukowe o składzie rad decyduje zwykle zarząd danego towarzystwa. Najczęściej przy tworzeniu nowego czasopisma naukowego wydawca wybiera grupę inicjatywną, której powierza utworzenie rady redakcyjnej nie wtrącając się później w jej skład. Uczestnictwo w radzie redakcyjnej dobrego czasopisma naukowego jest rodzajem nobilitacji dla naukowca.
Większość czasopism naukowych posiada bazę danych potencjalnych recenzentów, do których są wysyłane publikacje do oceny. Styl pracy recenzentów może być na bieżąco oceniany przez radę redakcyjną i z bazy usuwane mogą być osoby, które piszą nierzetelne recenzje lub piszą je zbyt wolno. Bycie długoletnim, dobrze ocenianym przez radę recenzentem bywa drogą do zostania jednym z edytorów.
W odróżnieniu od zwykłych czasopism, w większości czasopism naukowych autorzy artykułów nie otrzymują gratyfikacji pieniężnych. Motywem nadsyłania prac, jest zasada „publikuj albo giń”. Działalność naukowców jest bowiem oceniana na podstawie liczby i jakości artykułów naukowych, które zamieścili w czasopismach naukowych. Wyjątkiem są tylko tzw. artykuły zamawiane w czasopismach przeglądowych. Przywilej ich pisania mają jednak zwykle tylko najwybitniejsi specjaliści ze swoich dziedzin.
Większość dobrych czasopism naukowych nie narzeka na brak nadsyłanych prac, a w najlepszych występuje zazwyczaj znaczny ich nadmiar w stosunku do miejsca, którym dysponuje czasopismo. Np. w Journal of The American Chemical Society, przyjmowana do druku jest średnio jedna na pięć nadesłanych prac. Średnia „odrzutu” dla czasopism zarejestrowanych w Instytucie Filadelfijskim waha się wokół liczby 2, co oznacza, że przeciętnie jedna na dwie nadesłane publikacje jest przyjmowana do druku.

## Rodzaje czasopism naukowych
Czasopisma naukowe można ogólnie podzielić na:
- źródłowe – w których publikowane są głównie artykuły opisujące oryginalne badania naukowe,
- przeglądowe – w których publikowane są wyłącznie artykuły opisujące i zestawiające wnioski z wielu publikacji źródłowych,
- naukowo-techniczne – nastawione na publikowanie artykułów omawiających badania na styku nauki i przemysłu – np. opisujące wdrożenia wynalazków lub te badania naukowe, które szybko mogą znaleźć jakieś zastosowanie,
- branżowe – które są przeznaczone głównie dla ludzi z przemysłu i zamieszczają artykuły o nowościach technologicznych, nowinki z „branży” oraz naukowe artykuły przeglądowe, które potencjalnie mogą zainteresować ludzi wdrażających nowe technologie,
- popularnonaukowe – które zamieszczają uproszczone artykuły przeglądowe, pisane w taki sposób aby mogły je zrozumieć osoby bez wykształcenia z opisywanej dziedziny.

## Wydawcy czasopism naukowych
Czasopisma naukowe są wydawane przez cztery grupy wydawców:
- wyspecjalizowane, prywatne firmy wydawnicze – z których największe to Elsevier, Springer, Wiley WCH i Thomson Scientific
- domy wydawnicze towarzystw naukowych – np. American Association for the Advancement of Science, czy Royal Society
- wydawnictwa akademickie/uniwersyteckie – np. zagraniczne Cambridge University Press, Oxford University Press czy Edinburg University Press
- osoby prywatne – np. Journal of Biology and Earth Sciences

Jakkolwiek patrząc globalnie największymi graczami na rynku są zdecydowanie prywatne firmy wydawnicze, prestiż czasopism wydawanych przez towarzystwa naukowe jest zwykle większy. Do towarzystw naukowych należą często czasopisma o najstarszej tradycji w danej dziedzinie, posiadające niekwestionowaną pozycję lidera. Przykładem może tu być np. Journal of The American Chemical Society, najbardziej prestiżowe czasopismo chemiczne na świecie istniejące od 1903 r. Prywatne firmy wydawnicze reagują jednak szybciej na zapotrzebowanie rynku i tworzą wiele czasopism „niszowych”, które koncentrują się na nowo powstałych wąskich obszarach badań. Prócz rzetelnych wydawnictw publikujących czasopisma naukowe zgodnie z należytymi standardami, należy wyróżnić wydawców publikujących tzw. drapieżne czasopisma, charakteryzujących się natarczywym zachęcaniem potencjalnych autorów do publikacji, brakiem przejrzystego składu redakcji czasopisma oraz nierzetelnym procesem recenzyjnym wyrażającym się w braku przestrzegania należytych standardów rzetelności naukowej.

## Dystrybucja i dostępność czasopism naukowych
Czasopisma naukowe, oprócz popularnonaukowych, nie są dystrybuowane powszechnie, lecz wyłącznie poprzez subskrypcję, która jest adresowana do określonych grup nabywców. Najważniejszymi nabywcami czasopism naukowych są wyspecjalizowane biblioteki, znajdujące się na uczelniach wyższych, w instytutach naukowych i przemysłowych centrach badawczych. Nie oznacza to jednak, że czasopisma naukowego nie może nabyć dowolna osoba. Barierą przy nabywaniu czasopism naukowych przez indywidualne osoby jest tylko ich cena. Roczna subskrypcja dobrego czasopisma naukowego przez bibliotekę kosztuje 500–3000 USD. Cena dla indywidualnych nabywców jest zwykle o połowę niższa.
Czasopisma publikowane przez wydawców nastawionych na zysk kosztują konsumenta przeciętnie pięciokrotnie więcej w przeliczeniu na jedną stronę niż te wydawane przez organizacje non-profit.
Od upowszechnienia Internetu dystrybucja czasopism naukowych drogą tradycyjną, w formie papierowej przez biblioteki, powoli zaczyna zanikać. Obecnie niemal wszystkie liczące się czasopisma udostępniają je w formie plików PDF, które można pobierać z baz danych wydawców, takich jak prowadzona przez Elsevier baza ScienceDirect lub z bibliotek cyfrowych, takich jak Wirtualna Biblioteka Naukowa (WBN). Jest to szczególnie wygodne po sprzężeniu tych baz z systemami baz cytowań, które również dostępne są przez Internet. W naukach przyrodniczych typ naukowca, który siedział godzinami w bibliotece wertując zakurzone stare roczniki czasopism odszedł już w przeszłość. Współcześnie, typowym sposobem szukania informacji naukowej jest przeglądanie bibliograficzno-abstraktowych baz danych takich jak Web of Science czy Scopus, a następnie pobieranie interesujących publikacji w formie plików pdf z baz danych wydawców lub wirtualnych bibliotek.
Dostęp do pełnych tekstów publikacji jest jednak przeważnie płatny, a jego koszt zbliżony do tradycyjnej subskrypcji czasopism. W Polsce od 2010 roku dostęp dla wyższych uczelni i instytucji naukowych do wybranych baz WBN (czasopisma wydawnictw Elsevier i Springer oraz baza danych publikacji Web of Knowledge) jest finansowany z budżetu państwa.
Z drugiej strony stale wzrasta liczba czasopism udostępniających wersje elektroniczne swoich artykułów w oparciu o licencje otwarte. Czasopisma wydawane przez wydawców takich jak Public Library of Science czy BioMed Central są z założenia bezpłatnie dostępne dla każdego zainteresowanego. Ich udział na rynku jest wciąż niewielki, ale stale wzrasta. Wzrasta też stopniowo ich impact factor. Wadą wielu z nich jest to, że są one utrzymywane przez samych autorów, którzy muszą wnosić opłaty za umieszczenie ich publikacji w tych czasopismach. Część z tego rodzaju czasopism jest jednak coraz silniej bezpośrednio lub pośrednio dotowana przez towarzystwa naukowe i naukowe instytucje państwowe.
Niektóre  polskie czasopisma naukowe z różnych dziedzin dostępne są w Portalu Czasopism Naukowych (Wydawnictwo UJ). Część z nich dostępna jest bezpłatnie.
Wielu wydawców, aby utrzymać zatrudnienie w drukarniach i utrzymać stare kanały dystrybucji, oferuje często subskrypcje „wiązane”, które obejmują po atrakcyjnej cenie zarówno dostęp przez Internet jak i dostarczanie papierowej wersji czasopisma. Na rynku zaczynają się jednak pojawiać coraz liczniej czasopisma dostępne wyłącznie przez sieć.

## Impact Factor (miara oddziaływania)
Impact factor (IF) – w wolnym tłumaczeniu „miara oddziaływania” – to wskaźnik prestiżu i siły oddziaływania czasopism naukowych, ustalany przez Instytut Filadelfijski, na podstawie prowadzonego przez ten instytut indeksu cytowań publikacji naukowych.
Wskaźnik ten, dzięki autorytetowi Instytutu Filadelfijskiego, ma ogromne znaczenie dla czasopism naukowych i jest to dla nich często „być albo nie być” – czasopisma, których IF z roku na rok maleje zwykle tracą dobrych autorów i czytelników i w końcu tracą na znaczeniu zupełnie. Stąd, czym czasopismo ma wyższe IF tym sito selekcji publikacji, które się mogą w tym czasopiśmie ukazać jest ostrzejsze. Jeśli system selekcji danego czasopisma jest wadliwy, odbija się to natychmiast w spadku jego IF.
Krytycy tego wskaźnika twierdzą, że jest on zanadto „mechaniczny” i często pokazuje nie tyle wartość naukową czasopism (i publikacji) lecz raczej aktualnie panujące mody i trendy w nauce. Czasopismo specjalizujące się w dziedzinie, która jest aktualnie modna siłą rzeczy publikuje artykuły, które opisują też „modne” badania, w modnych dziedzinach panuje większy ruch niż w niemodnych, co się przekłada bezpośrednio na liczbę cytowań. W praktyce jednak, jest to współcześnie jedyna rzetelna i obiektywna miara prestiżu czasopism naukowych. IF stanowi w wielu krajach, w tym w Polsce, podstawę do oceny dorobku pracowników naukowych. Obowiązujący system oceny dorobku w Polsce uwzględnia także inne czasopisma, głównie polskie, których nie wymienia na swych listach Instytut Filadelfijski. Rozszerzona lista czasopism z punktacją publikowana jest przez Ministra Nauki i Szkolnictwa Wyższego.